# Ymer Pampuri
Ymer Pampuri (Tirana, 30 aprile 1944 – Tirana, 18 gennaio 2017) è stato un sollevatore albanese.
Nei Giochi olimpici estivi del 1972 diventò il primo albanese a battere un record olimpico, e il primo albanese a diventare campione del mondo. 

## Vita e carriera
Pampuri nacque a Tirana. Quando aveva sette anni entrò nel Circo di Tirana come acrobata. Nel 1972 venne scelto per rappresentare l'Albania nel campionato europeo in Romania. Sollevò 125 kg, lo stesso peso del campione, ma finì secondo solo perdendo per la massa corporea. Nello stesso anno partecipò alle Olimpiadi estive del 1972: quando Pampuri e il suo allenatore, Zydi Mazreku, dichiararono prima della loro partenza che avrebbero portato una medaglia alle Olimpiadi di Monaco, molti dei registi degli sport albanesi credettero poco alle loro parole. All'interno della competizione olimpica, nella quale Pampuri si classificò nono, si svolgevano i campionati del mondo; era il 29 agosto 1972 quando Pampuri batté il record di Yoshinobu Miyake, sollevando nella disciplina distensione lenta 127,5 kg, diventando campione del mondo in quella specialità, poi abolita dopo il 1972.